# Brachirus harmandi
Brachirus harmandi es una especie de pez de la familia Soleidae en el orden de los Pleuronectiformes.

## Distribución geográfica
Se encuentran en las  costas de Laos, Tailandia, Camboya, Malasia y el Mar de la China Meridional.